# Guillaume de Danemark
Pour les articles homonymes, voir Guillaume de Gloucester.
Le prince Guillaume de Danemark et de Norvège (en anglais : Prince William, Duke of Gloucester) né au château de Hampton Court (Londres) le  24 juillet 1689 et mort le 30 juillet 1700 au château de Windsor (Berkshire) ), fut le seul fils de la reine Anne de Grande-Bretagne et du prince Georges de Danemark à survivre à l'enfance.

## Biographie

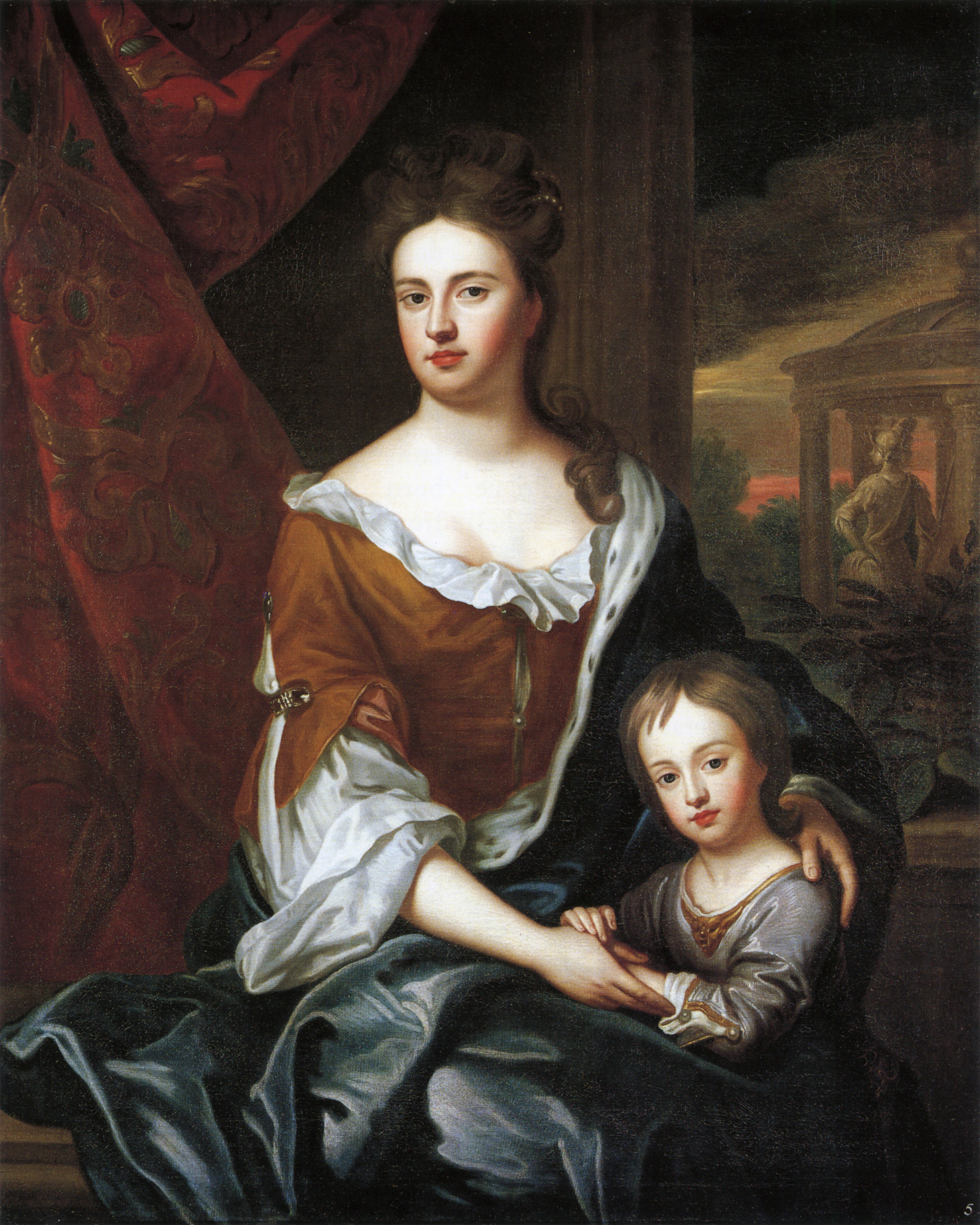
Guillaume et sa mère, vers 1694.

Second dans l'ordre de succession au trône d'Angleterre et d'Écosse après sa mère, Guillaume fut élevé comme un héritier présomptif au trône. À sa naissance, son oncle le roi Guillaume III lui donna le titre de duc de Gloucester (même s'il ne fut jamais formellement créé duc par le roi) et le fit chevalier de l'ordre de la Jarretière.
La santé de Guillaume fut fragile tout au long de sa vie. Ainsi après sa naissance, il souffrit de convulsion qui firent craindre une mort prématurée à ses parents. Il se remit cependant, et Anne l'installa dans de palais de Kensington, où l'air était meilleur. À l'âge de trois ans, le duc ne parlait et ne marchait pas encore. Quelques jours après son onzième anniversaire, Guillaume tomba malade. Ses médecins suspectèrent la variole. Guillaume mourut quelques jours plus tard et fut enterré en l'abbaye de Westminster.

## Épilogue
Le décès du petit prince causait un problème à la succession au trône. Son grand-père, qui avait fui en 1689, et son oncle, alors en exil, pouvaient prétendre à la couronne mais aussi sa cousine Anne-Marie d'Orléans, duchesse de Savoie. Ces princes et princesses étaient catholiques. Aussi pour garantir la succession au trône à un prince ou à une princesse protestants, le parlement vota l'Acte d'établissement qui, interdisant l'accession au trône à un catholique, privait de leur droit 57 princes et princesses. La couronne devait revenir à la  princesse Sophie de Palatinat, mère de l'électeur Georges-Louis de Hanovre, qui avait 71 ans.